# Wizards Beyond Waverly Place
Wizards Beyond Waverly Place (Los hechiceros más allá de Waverly Place en Hispanoamérica y Vuelven los magos de Waverly Place en España) es una serie de televisión de comedia de situación estadounidense creada por Jed Elinoff y Scott Thomas. Es la secuela y spin-off de Wizards of Waverly Place. La serie se estrenó el 29 de octubre de 2024 a través de Disney Channel.

## Premisa
La serie gira en torno a una joven y poderosa maga llamada Billie, que acude a Justin Russo en busca de entrenamiento y lo impulsa a reanudar su vida como mago, después de haber elegido vivir una vida normal con su esposa y sus dos hijos. Desde que Justin se retiró de la enseñanza de magos, Alex Russo envió a una nueva maga para entrenar a Billie. Billie también se parece a la hermana rebelde y problemática de Justin Russo en más de un sentido.

## Reparto

### Principales
- Janice LeAnn Brown como Billie[4]
- Alkaio Thiele como Roman Russo[4]
- Max Manteko como Milo Russo[5]
- Taylor Cora como Winter[6]
- Mimi Gianopulos como Giada[4]
- David Henrie como Justin Russo[7]

### Invitados
- Selena Gomez como Alex Russo[7]
- Maria Canals-Barrera como Theresa Russo[8]
- David DeLuise como Jerry Russo[9]
- Jake T. Austin como Max Russo[10]

## Episodios
| N.º | Título                                  | Dirigido por          | Escrito por                                        | Fecha de emisión original | Código de prod. |
| --- | --------------------------------------- | --------------------- | -------------------------------------------------- | ------------------------- | --------------- |
| 1   | «Everything is Not What It Seems»       | Andy Fickman          | Jed Elinoff y Scott Thomas                         | 29 de octubre de 2024     | 101             |
| 2   | «Mortal Vibes Only»                     | Jody Margolin Hahn    | Jed Elinoff y Scott Thomas                         | 29 de octubre de 2024     | 102             |
| 3   | «Saved by the Spell»                    | Andy Fickman          | Jed Elinoff y Scott Thomas                         | 30 de octubre de 2024     | 103             |
| 4   | «Something Wizard This Way Comes»       | Bob Koherr            | Molly Haldeman                                     | 30 de octubre de 2024     | 104             |
| 5   | «Wizards Just Wand to Have Fun»         | Victor Gonzalez       | Brittany Assaly y Danielle Calvert                 | 8 de noviembre de 2024    | 105             |
| 6   | «The Legend of Creepy Follows»          | Andy Fickman          | Rick Williams                                      | 8 de noviembre de 2024    | 106             |
| 7   | «We're Gonna Need A Bigger Float»       | Andy Fickman          | Robin M. Henry                                     | 15 de noviembre de 2024   | 107             |
| 8   | «You Can't Handle the Tooth»            | Victor Gonzalez       | Sandra Oyeneyin                                    | 15 de noviembre de 2024   | 111             |
| 9   | «Wiz-Taken Identity»                    | Lynda Tarryk          | Jorge Thomson                                      | 22 de noviembre de 2024   | 108             |
| 10  | «Ain't Gnome Party Like a Wizard Party» | Raven-Symoné          | Brett Maier                                        | 22 de noviembre de 2024   | 109             |
| 11  | «Potions Eleven»                        | Danielle Fishel       | Emily Orr y Ali Peikin                             | 17 de enero de 2025       | 110             |
| 12  | «Battle of the Wands»                   | Robbie Countryman     | Brittany Assaly y Danielle Calvert                 | 17 de enero de 2025       | 112             |
| 13  | «There's Something About the Russos»    | Leonard R. Garner Jr. | Molly Haldeman                                     | 24 de enero de 2025       | 113             |
| 14  | «Ready Player Wand»                     | Danielle Fishel       | Emily Orr y Ali Peikin                             | 24 de enero de 2025       | 117             |
| 15  | «Quest Birthday Ever!»                  | Bob Koherr            | Brett Maier y Jorge Thomson                        | 31 de enero de 2025       | 115             |
| 16  | «While You Were Sleepcasting»           | Robbie Countryman     | Chloe Mathieu y Rick Williams                      | 31 de enero de 2025       | 116             |
| 17  | «Abraca-Disaster!»                      | Jody Margolin Hahn    | Aaron Mervis y Robin M. Henry                      | 7 de febrero de 2025      | 114             |
| 18  | «Hit Me With Your Best Bot»             | Victor Gonzalez       | Molly Haldeman, Brittany Assaly y Danielle Calvert | 7 de febrero de 2025      | 118             |
| 19  | «Raiders of the Locked Archive»         | Jody Margolin Hahn    | Robin M. Henry y Rick Williams                     | 14 de febrero de 2025     | 119             |
| 20  | «When You Wish Upon A Squonk»           | Jody Margolin Hahn    | Jed Elinoff y Scott Thomas                         | 21 de febrero de 2025     | 120             |
| 21  | «Nigh is Now!»                          | Andy Fickman          | Jed Elinoff y Scott Thomas                         | 28 de febrero de 2025     | 121             |

## Producción

### Desarrollo
El 18 de enero de 2023, se informó que Disney Channel había ordenado un piloto para una secuela de la serie de televisión Wizards of Waverly Place. Jed Elinoff y Scott Thomas, ambos que crearon de la serie Raven's Home, el spin-off de That's So Raven, que escribieron el episodio piloto. Fue dirigida por Andy Fickman.Elinoff, Thomas y Fickman estaba listos como productores ejecutivos en el piloto junto con Selena Gomez y David Henrie, así como en Gary Marsh, es un presidente de entretenimiento del canal.El episodio piloto se filmaron el 1 de febrero de 2024.En esta serie, Justin Russo  que dejó atrás la magia y todo lo que la rodea para llevar una vida normal.La serie se transmitirá en Disney Channel.
El 22 de marzo de 2024, se anunció que la cadena había ordenado el episodio piloto para la serie.También compartió las primeras imágenes de la producción en el episodio piloto. La producción se grabará en Los Ángeles en abril del mismo año. Además, confirmó que la serie se emitirá a finales de ese año y se transmitirá en la plataforma de streaming Disney+, además de su transmisión en Disney Channel. Wizards se utilizó como título provisional durante los primeros rodajes hasta que se anunció su título oficial, Wizards Beyond Waverly Place, en mayo de 2024.Raven-Symoné y Danielle Fishel dirigieron episodios. Andy Fickman también dirigió episodios adicionales fuera del episodio piloto. La primera temporada consta de 21 episodios.

### Casting
David Henrie regresará por su papel de Justin Russo, mientras que Selena Gomez es la estrella invitada y también regresa como Alex Russo en el episodio piloto.Mimi Gianopulos fue elegida para interpretar como Giada, la esposa de Justin y Alkaio Thiele interpretará el hijo mayor como Roman.Además, Janice LeAnn Brown interpretar como Billie, es una joven y poderosa maga que necesita entrenamiento, Justin debe volver a su pasado para asegurar el futuro del mundo mágico.Al momento de los Wizards de su elenco, informó que el actor Max Manteko fue elegido como Milo, hijo menor de Justin.Después de su título oficial de la próxima serie de televisión durante los primeros rodajes en esta producción, también se integra la actriz Taylor Cora como Winter, mejor amiga de Billie.Más tarde, anunció que David DeLuise regresa como el padre de los Russo, Jerry Russo.

## Emisión y lanzamiento
El tráiler de Wizards Beyond Waverly Place acumuló 69 millones de espectadores en 10 días en todas las redes sociales. Se convirtió en el tráiler más visto de Disney Channel para una serie de comedia de todos los tiempos. La serie se estrenó el 29 de octubre de 2024 en Disney Channel, con dos nuevos episodios. Los nueve primeros episodios se lanzarón en Disney+ al día siguiente.

## Recepción

### Respuesta crítica
En el sitio web de agregador de reseñas Rotten Tomatoes la serie tiene un índice de aprobación del 100%, basándose en 7 reseñas, con una calificación promedio de 7.9/10. En Metacritic, tiene una puntuación media ponderada de 78 sobre 100 basada en 4 críticas, lo que indica reseñas «generalmente favorables».
Aramide Tinubu, de Variety, dijo que Wizards Beyond Waverly Place combina con éxito la nostalgia con un contenido fresco. Alabó las interpretaciones de los miembros del reparto que regresan, como David Henrie y Selena Gomez, y de los recién llegados, como Janice LeAnn Brown, Alkaio Thiele y Max Matenko. Tinubu consideró especialmente impresionantes los efectos especiales mejorados y el ritmo cómico de los actores infantiles. Afirmó que la serie conserva el encanto del original, centrado en la familia y la magia, al tiempo que introduce nuevas aventuras. Apreció el ambiente animado y divertido de la serie, que atrae tanto a los fans de siempre como a los recién llegados. Joel Keller, de Decider, señaló que Wizards Beyond Waverly Place capta la tontería y el ambiente familiar de la serie original, pero observó una diferencia en la actuación de Selena Gomez. Alabó su ritmo cómico más sutil, diciendo que puede estar influenciado por su trabajo en Only Murders in the Building, en contraste con la actuación más exagerada del resto del elenco. Keller apreció su matizada interpretación de Alex Russo, que equilibra las travesuras infantiles que la rodean. También destacó el enfoque de la serie en la integración de Billie en el mundo de los mortales y el regreso de los miembros originales del reparto, esperando que la serie atraiga tanto a los fans nostálgicos como a las nuevas audiencias más jóvenes.
Abigail Stevens, de Screen Rant, considera que Wizards Beyond Waverly Place es una secuela divertida y conmovedora que capta con éxito la esencia de su predecesora. Stevens alabó a David Henrie y Selena Gomez por retomar sus papeles, destacando su fuerte dinámica, al tiempo que elogió las interpretaciones de los nuevos miembros del reparto. Stevens apreció que la serie refleje la estructura familiar original sin que parezca una copia directa, manteniendo caracterizaciones únicas. Afirmó que la serie introduce argumentos emocionales más oscuros, insinuando temas más profundos sobre la familia y la autoestima. Ashley Moulton, de Common Sense Media, calificó Wizards Beyond Waverly Place con cuatro de cinco estrellas. Elogió el tono cómico de la serie y consideró que los encuentros de los magos con los monstruos, moderadamente aterradores, eran ligeros y no excesivamente alarmantes. Moulton apreció los mensajes positivos sobre la perseverancia y la confianza en uno mismo, y señaló que el personaje principal, Billie, es una compleja modelo a seguir, que muestra tanto rebeldía como crecimiento personal. También consideró que Justin Russo era un buen modelo de conducta, mientras que la relación entre los hermanos Milo y Roman le pareció afectuosa a pesar de la típica rivalidad entre hermanos.

### Audiencias
Wizards Beyond Waverly Place debutó con 3,2 millones de visualizaciones globales en sus primeros 12 días en Disney+, convirtiéndose en el estreno de serie más visto en la plataforma para Disney Channel. La serie se situó como la serie de streaming más vista en Estados Unidos entre niños de 6 a 11 años, niñas de 6 a 11 años, adolescentes y adultos de 18 a 24 años durante sus primeros cinco días. El estreno del primer episodio completo en YouTube atrajo 1,1 millones de visualizaciones, marcando el mejor rendimiento del canal para un nuevo episodio completo desde 2017. La actividad en las redes sociales generó más de 125 millones de impresiones y 13 millones de interacciones en plataformas como Instagram, TikTok y Facebook.

## Premios y nominaciones
| Año  | Premio              | Nominado                                  | Categoría                                              | Resultado | Ref.   |
| ---- | ------------------- | ----------------------------------------- | ------------------------------------------------------ | --------- | ------ |
| 2025 | Kids' Choice Awards | Wizards Beyond Waverly Place              | Programa de televisión infantil favorito               | Nominado  | [ 43 ] |
| 2025 | Kids' Choice Awards | Janice LeAnn Brown por su papel de Billie | Estrella femenina favorita de la television para niños | Nominada  | [ 43 ] |